# 照屋寛範
照屋 寛範（てるや かんぱん、1892年（明治25年）4月26日 - 1968年（昭和43年）4月28日）は日本の牧師。沖縄バプテスト連盟初代理事長。名前の読みは「かんぱん」。

## 生涯
1909年（明治42年）に首里の教会でバプテスマ（洗礼）を受ける。その後献身して、日本バプテスト神学校に入学した。卒業後に糸満教会の牧師になった。
1919年（大正8年）に自給伝道の南海伝道団に入り、トラック島の伝道に、1927年（昭和2年）まで関わった。
戦後、1955年（昭和30年）沖縄バプテスト教会を結成して、「前原」、「高原」「那覇バプテスト教会」の牧師になり、中城村の泊教会、普天間教会開拓にも関与した。沖縄バプテスト連盟の初代理事長になり、長年指導者を務めた。またその首里方言による方言説教は沖縄の教会の多くの信徒の注目するところであった。世に「照屋信者」という言葉も流布したものである。
沖縄の宗教土俗に関心があり、「沖縄の宗教土俗」の小著もある。また戦前は、伊波普猷が県立図書館長時代には親交もあり、働きを共にしたこともある。今に続く次世代の多くの牧師を育てた。育てた牧師には、国吉守、玉城啓道、城間祥介，渡真利文三、饟平名長秀などがいる。

## 著書
- 『沖縄の宗教・土俗』研文印刷社、1963年7月。